# Травное (Тюменская область)
Травное — село в Сладковском районе Тюменской области России. Входит в состав Маслянского сельского поселения.

## История
До 1917 года входило в состав Маслянской волости Ишимского уезда Тюменской губернии. По данным на 1926 год состояло из 73 хозяйств. В административном отношении входило в состав Станиченского сельсовета Сладковского района Ишимского округа Уральской области.

## Население
| 2010 |
| ---- |
| 44   |

По данным переписи 1926 года в селе проживало 402 человека (193 мужчины и 209 женщин), в том числе: русские составляли 96 % населения, украинцы — 4 %.
Согласно результатам переписи 2002 года, в национальной структуре населения русские составляли 89 % из 47 чел.